# Jonas Vinck
Jonas Vinck (Asse, 25 oktober 1995) is een Belgische voetballer die als rechtsback speelt. Hij staat sinds de zomer van 2021 onder contract bij Excelsior Virton.

## Biografie
Vinck ruilde in 2015 de beloften van AA Gent in voor VW Hamme. Na één seizoen versierde hij een contract bij K. Lierse SK, waar hij op 14 augustus 2016 tegen Cercle Brugge zijn debuut maakte in Eerste klasse B. In zijn eerste seizoen op het Lisp was hij basisspeler, maar zijn tweede seizoen ging volledig in rook op door een vleesetende bacterie die hem bijna zijn been en zelfs bijna zijn leven kostte. Vinck maakte op 8 mei 2018 zijn wederoptreden na negen maanden blessureleed: in de Play-off II-wedstrijd tegen Royal Excel Moeskroen viel hij in de 86e minuut in voor Othman Boussaid.
Na het faillissement van Lierse was Vinck een vrije speler. Zijn volgende club leek Lommel SK te worden, maar Vinck werd medisch afgekeurd door de Limburgse club. Een maand later vond hij echter onderdak bij KMSK Deinze in Eerste klasse amateurs. Na één seizoen keerde Vinck terug naar Lier.
Voor het seizoen 2020/21 tekende Vinck een contract bij KSV Roeselare, dat net naar de Eerste klasse amateurs gedegradeerd was. Nog voor het seizoen begon werd echter het faillissement van Roeselare uitgesproken waardoor Vinck zonder club kwam te zitten. Na een jaar als vrije speler tekende hij op 2 augustus 2021 een contract bij Excelsior Virton.

## Statistieken
| Seizoen        | Club               | Land            | Competitie             | Competitie | Competitie | Beker | Beker | Internationaal | Internationaal | Totaal | Totaal |
| Seizoen        | Club               | Land            | Competitie             | Wed.       | Dlp.       | Wed.  | Dlp.  | Wed.           | Dlp.           | Wed.   | Dlp.   |
| -------------- | ------------------ | --------------- | ---------------------- | ---------- | ---------- | ----- | ----- | -------------- | -------------- | ------ | ------ |
| 2016/17        | K. Lierse SK       | Vlag van België | Eerste klasse B        | 34         | 2          | 0     | 0     | —              | —              | 34     | 2      |
| 2017/18        | K. Lierse SK       | Vlag van België | Eerste klasse B        | 1          | 0          | 0     | 0     | —              | —              | 1      | 0      |
| 2018/19        | KMSK Deinze        | Vlag van België | Eerste klasse amateurs | 26         | 2          | 0     | 0     | —              | —              | 26     | 2      |
| 2019/20        | Lierse Kempenzonen | Vlag van België | Eerste klasse amateurs | 8          | 0          | 1     | 0     | —              | —              | 9      | 0      |
| 2020/21        | KSV Roeselare      | Vlag van België | —                      |            | —          | —     | —     | —              |                | 0      | 0      |
| 2021/22        | Excelsior Virton   | Vlag van België | Eerste klasse B        | 19         | 0          | 0     | —     | —              |                | 19     | 0      |
| 2022/23        | Excelsior Virton   | Vlag van België | Eerste klasse B        | 26         | 0          | 0     |       |                |                | 26     | 0      |
| 2023/24        | KV Oostende        | Vlag van België | Eerste klasse B        | 12         | 0          | 2     | 0     | 0              | 0              | 14     | 0      |
| Carrièretotaal | Carrièretotaal     | Carrièretotaal  | Carrièretotaal         | 126        | 4          | 3     | 0     | 0              | 0              | 129    | 4      |

Bijgewerkt 31 juli 2023.